# Кубок Сирії з футболу 2016
Кубок Сирії з футболу 2016 — 46-й розіграш кубкового футбольного турніру у Сирії. Титул володаря кубка вшосте здобув Аль-Вахда.

## Календар
| Раунд        | Дата                       | Матчі | Клуби   |
| ------------ | -------------------------- | ----- | ------- |
| Перший раунд | 9 квітня 2016              | 5     | 37 → 32 |
| 1/16 фіналу  | 16-30 квітня 2016          | 16    | 32 → 16 |
| 1/8 фіналу   | 30 квітня - 19 травня 2016 | 8     | 16 → 8  |
| 1/4 фіналу   | 26 травня - 15 червня 2016 | 4     | 8 → 4   |
| 1/2 фіналу   | 19-20 червня 2016          | 2     | 4 → 2   |
| Фінал        | 29 липня 2016              | 1     | 2 → 1   |

## 1/8 фіналу
| Команда 1       | Рахунок      | Команда 2       |
| --------------- | ------------ | --------------- |
| 30 квітня 2016  |              |                 |
| Аль-Ватба       | 0:3          | Аль-Іттіхад     |
| 3 травня 2016   |              |                 |
| Аль-Нідаль      | 1:5          | Джебла          |
| 8 травня 2016   |              |                 |
| Гуттін          | 0:4          | Аль-Талія       |
| Мусфат (Баніяс) | 0:1          | Аль-Карама      |
| 9 травня 2016   |              |                 |
| Аль-Мухафаза    | 4:1          | Херафіо (Халаб) |
| 16 травня 2016  |              |                 |
| Аль-Маджд       | 0:1          | Аль-Вахда       |
| Аль-Мухаррам    | 1:11         | Хуррія          |
| 19 травня 2016  |              |                 |
| Тішрін          | 0:0 пен. 5:6 | Аль-Джаїш       |

## 1/4 фіналу
| Команда 1      | Рахунок      | Команда 2    |
| -------------- | ------------ | ------------ |
| 26 травня 2016 |              |              |
| Аль-Карама     | 1:1 пен. 4:2 | Хуррія       |
| 31 травня 2016 |              |              |
| Джебла         | 1:1 пен. 5:4 | Аль-Мухафаза |
| 12 червня 2016 |              |              |
| Аль-Талія      | -:+          | Аль-Вахда    |
| 15 червня 2016 |              |              |
| Аль-Джаїш      | 0:0 пен. 3:2 | Аль-Іттіхад  |

## 1/2 фіналу
| Команда 1      | Рахунок | Команда 2  |
| -------------- | ------- | ---------- |
| 19 червня 2016 |         |            |
| Джебла         | 1:2     | Аль-Джаїш  |
| 20 червня 2016 |         |            |
| Аль-Вахда      | 2:1     | Аль-Карама |

## Фінал
| 29 липня 2016 20:00 (EEST) |

| Аль-Джаїш | 0:1      | Аль-Вахда  |
| --------- | -------- | ---------- |
|           | Протокол | Шафраз 75' |

| Аббасіїн, Дамаск |